# Густафссон, Вейкка
Ээро Вейкка Юхани Густафссон (фин. Eero Veikka Juhani Gustafsson; 14 января 1968, Эспоо, Финляндия) — известный финский профессиональный альпинист, покоривший 14 восьмитысячников без использования кислорода, первый финн, покоривший Эверест.

## Детство и юность
Родился 14 января 1968 года в городе Эспоо, в семье преподавателя экономики Кая Густафссона (фин. Kaj Gustafsson) и его жены Марьи (фин. Maria Gustafsson), третьим из четырёх детей. В 1968 году его родители купили небольшой дом в деревне Тууповаара, где проводили лето. В 1976 году Кай Густаффсон нашёл работу в Тууповааре в качестве агента, и семья переехала туда на постоянное место жительства. Вскоре Кая выбрали мэром. Вейкка окончил второй и третий класс местной школы.

## Покоренные вершины
- Джомолунгма (1993)
- Дхаулагири (1993)
- Чогори (1994)
- Лхоцзе (1995)
- Макалу (1995)
- Джомолунгма (1997)
- Манаслу (1999)
- Дхаулагири (1999)
- Шишабангма (2001)
- Нангапарбат (2001)
- Дхаулагири (2004)
- Чо-Ойю (2005)
- Аннапурна (2005)
- Канченджанга (2006)
- Гашербрум II (2008)
- Броуд-Пик (2008)
- Гашербрум I (2009)